# Англійський цвинтар (Флоренція)

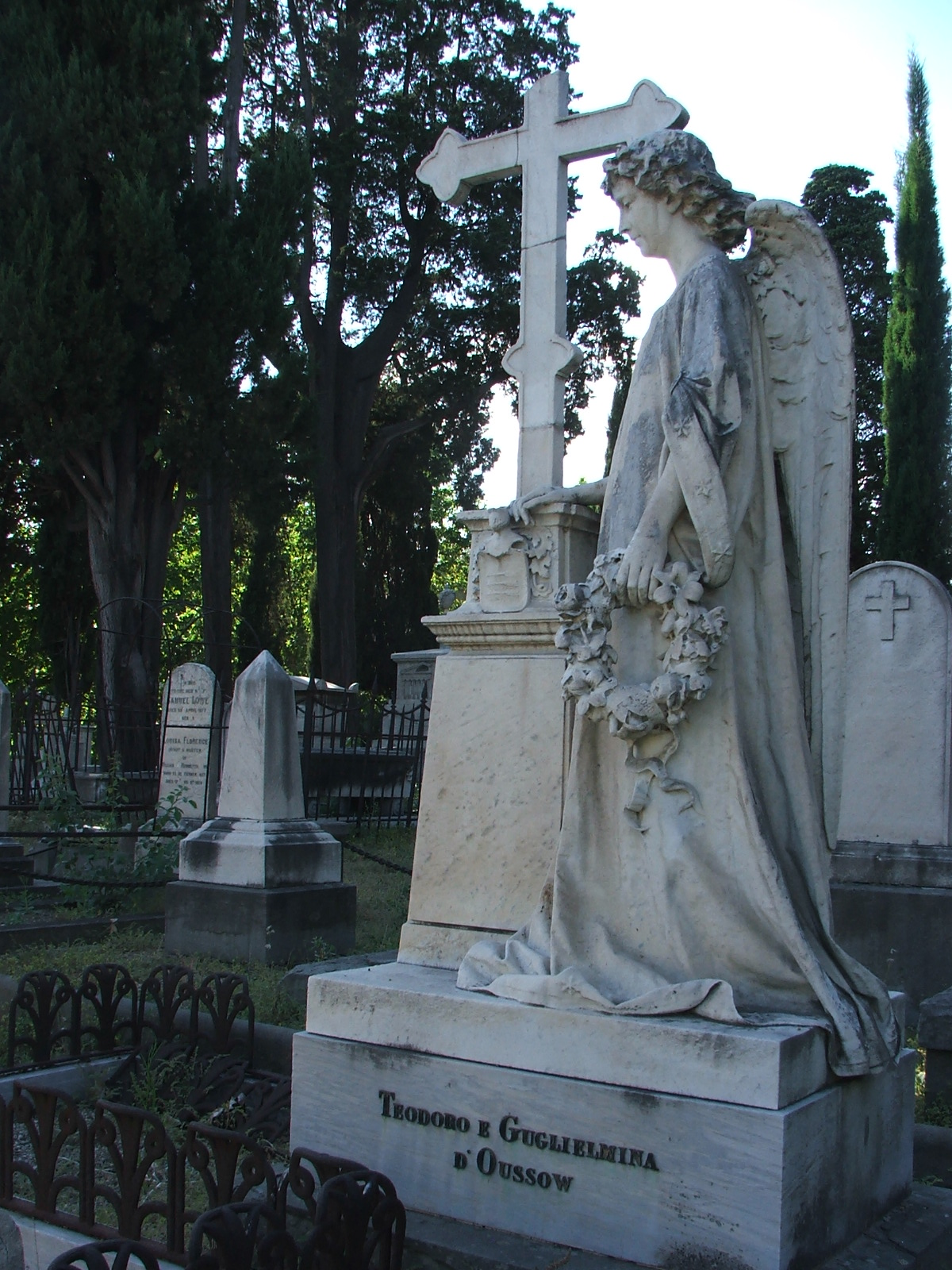

«Англійський цвинтар» (італ. Cimitero degli inglesi, італ. Cimitero Inglese та італ. Cimitero Protestante) — некрополь, історичний міський цвинтар, розташований на П'яццале Донателло у Флоренції (Італія).

## Історія

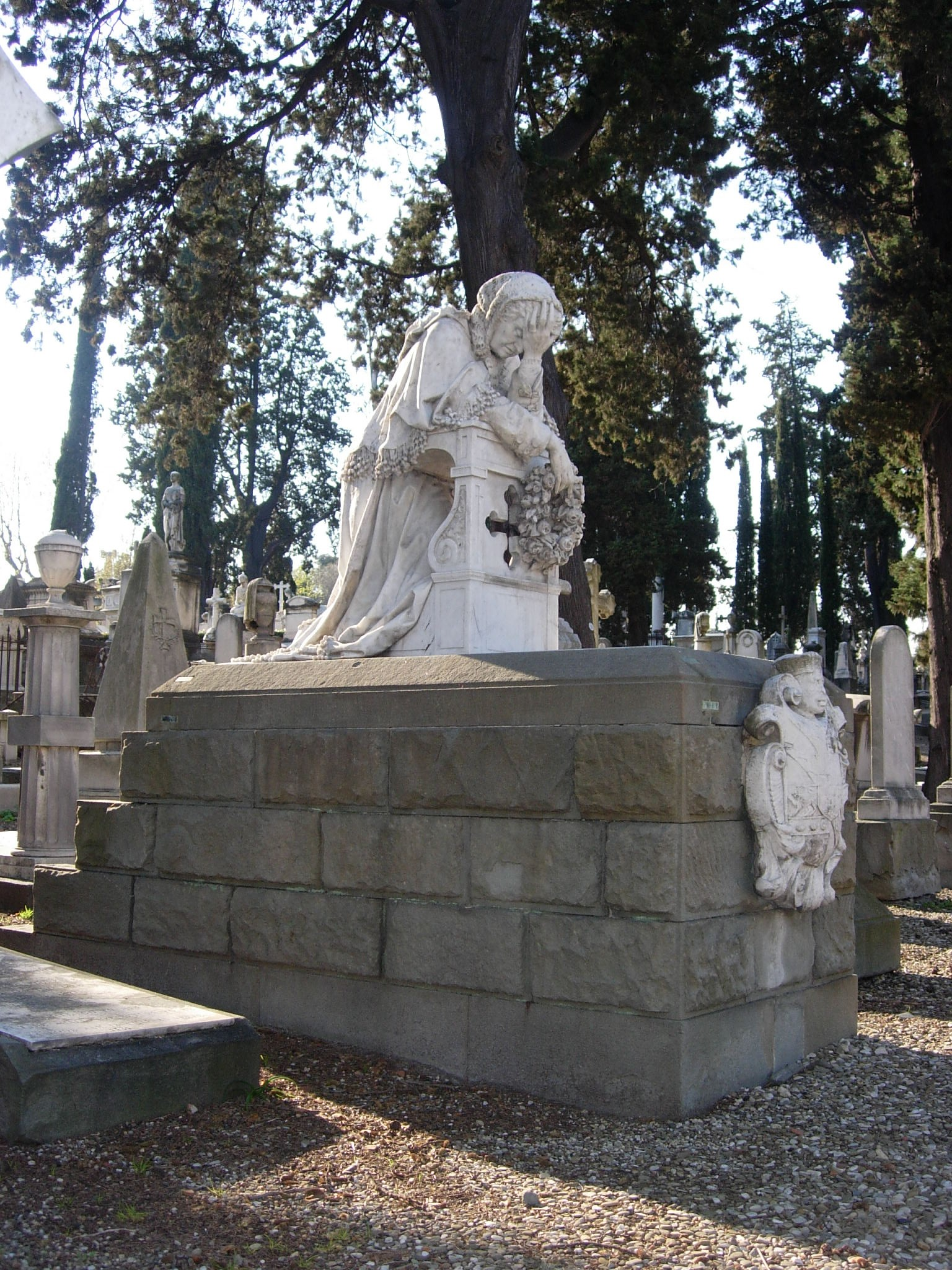

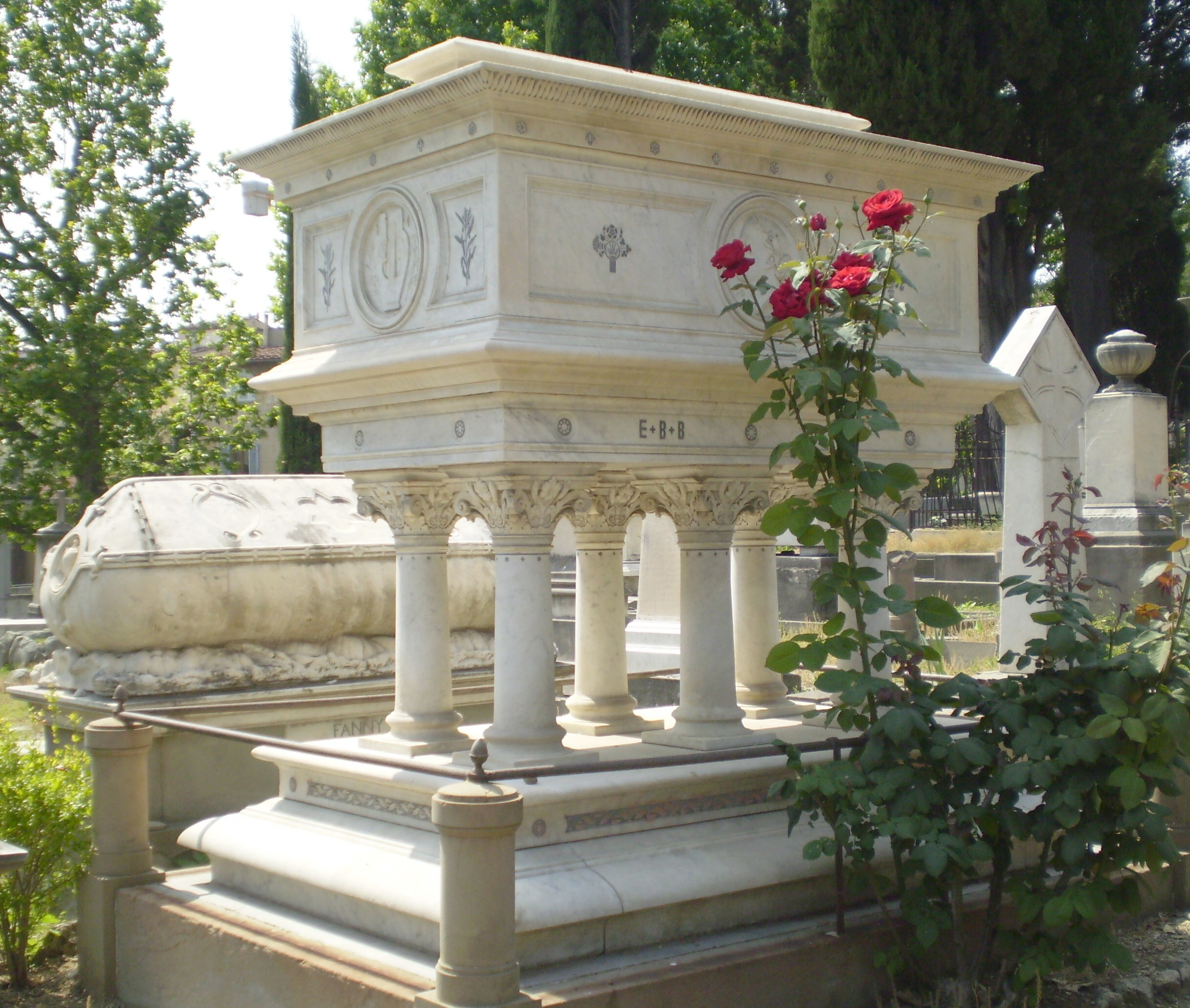
Могила Елізабет Барретт Браунінг

З 1828 виникло як цвинтар для протестантів та православних християн, яких до цього ховали у Ліворно, за 100 км від Флоренції. Швейцарська реформатська церква викупила землю за кріпосною стіною  та Воротами Пінті у Флоренції для поховання англомовних письменників і художників, які на той час становили найбільшу групу іноземців у Флоренції. Будівництво доручено архітекторам Карло Рейшаммеру та Джузеппе Поджі.
Пізніше тут ховали американців, британців, росіян, євреїв, французів, німців, данців, швейцарців та ін.
До 1875 тут поховано 433 особи. У 1877 цвинтар закрили для нових поховань.
Нині тут знаходяться 1409 гробниць письменників, художників, торговців та інших видатних діячів культури з 16 різних країн, що свідчить про важливість та культурну активність колонії іноземців у місті.

## Опис
Кладовище розташоване на плоскому пагорбі, вкритому деревами, в основному кипарисами, розділене на чотири квадрати двома стежками, розташованими під прямим кутом один до одного. На переліку встановлено стовп із кам'яним хрестом, який Прусський королі Фрідріх Вільгельм IV спорудив у 1858. Нині має овальну форму. Біля входу розташована невелика бібліотека з матеріалами, пов'язаними з історією цвинтаря та людьми, похованими на цвинтарі.

## Відомі персоналії, поховані на Англійському цвинтарі Флоренції
- Франческа Александер, американська художниця
- Елізабет Баррет Браунінг, англійська поетеса
- Артур Х'ю Клаф, англійський поет
- Уолтер Севідж Лендор, англійський поет
- Теодор Паркер, американський письменник, богослов
- Хірам Пауерс, американський скульптор.
- Джон Стенхоуп, англійський художник
- Френсіс Троллоп, англійська письменниця
- Джоел Таннер Харт, американський скульптор